# Natation aux Jeux olympiques d'été de 1996
Navigation
Les résultats des compétitions de natation à l'occasion des Jeux olympiques d'été de 1996.

## Tableau des médailles
| Rang  | Pays             | Médaille d'or | Médaille d'argent | Médaille de bronze | Total |
| 1     | États-Unis       | 13            | 11                | 2                  | 26    |
| 2     | Russie           | 4             | 2                 | 2                  | 8     |
| 3     | Hongrie          | 3             | 1                 | 2                  | 6     |
| 4     | Irlande          | 3             | 0                 | 1                  | 4     |
| 5     | Australie        | 2             | 4                 | 6                  | 12    |
| 6     | Afrique du Sud   | 2             | 0                 | 1                  | 3     |
| 7     | Nouvelle-Zélande | 2             | 0                 | 0                  | 2     |
| 8     | Chine            | 1             | 3                 | 2                  | 6     |
| 9     | Belgique         | 1             | 0                 | 0                  | 1     |
| 9     | Costa Rica       | 1             | 0                 | 0                  | 1     |
| 11    | Allemagne        | 0             | 5                 | 7                  | 12    |
| 12    | Canada           | 0             | 1                 | 2                  | 3     |
| 12    | Brésil           | 0             | 1                 | 2                  | 3     |
| 14    | Cuba             | 0             | 1                 | 1                  | 2     |
| 14    | Grande-Bretagne  | 0             | 1                 | 1                  | 2     |
| 16    | Suède            | 0             | 1                 | 0                  | 1     |
| 16    | Finlande         | 0             | 1                 | 0                  | 1     |
| 18    | Pays-Bas         | 0             | 0                 | 2                  | 2     |
| 19    | Italie           | 0             | 0                 | 1                  | 1     |
| Total | Total            | 32            | 32                | 32                 | 96    |

### Hommes
| Épreuves             | Or | Argent                                                                                  | Bronze                                                                                 |
| Nage libre           | |                                                                                         |                                                                                        |
| 50 m                 | Alexander Popov Russie 22 s 13                                                                                    | Gary Hall Jr. États-Unis 22 s 26                                                        | Fernando Scherer Brésil 22 s 29                                                        |
| 100 m                | Alexander Popov Russie 48 s 74                                                                                    | Gary Hall Jr. États-Unis 48 s 81                                                        | Gustavo Borges Brésil 49 s 02                                                          |
| 200 m                | Danyon Loader Nouvelle-Zélande 1 min 47 s 63                                                                      | Gustavo Borges Brésil 1 min 48 s 08                                                     | Daniel Kowalski Australie 1 min 48 s 25                                                |
| 400 m                | Danyon Loader Nouvelle-Zélande 3 min 47 s 97                                                                      | Paul Palmer Grande-Bretagne 3 min 49 s 00                                               | Daniel Kowalski Australie 3 min 49 s 39                                                |
| 1 500 m              | Kieren Perkins Australie 14 min 56 s 40                                                                           | Daniel Kowalski Australie 15 min 02 s 43                                                | Graeme Smith Grande-Bretagne 15 min 02 s 48                                            |
| Papillon             | |                                                                                         |                                                                                        |
| 100 m                | Denis Pankratov Russie 52 s 27                                                                                    | Scott Miller Australie 52 s 53                                                          | Vladislav Kulikov Russie 53 s 13                                                       |
| 200 m                | Denis Pankratov Russie 1 min 56 s 51                                                                              | Tom Malchow États-Unis 1 min 57 s 44                                                    | Scott Goodman Australie 1 min 57 s 48                                                  |
| Dos                  | |                                                                                         |                                                                                        |
| 100 m                | Jeff Rouse États-Unis 54 s 10                                                                                     | Rodolfo Falcón Cuba 54 s 98                                                             | Neisser Bent Cuba 55 s 02                                                              |
| 200 m                | Brad Bridgewater États-Unis 1 min 58 s 54                                                                         | Tripp Schwenk États-Unis 1 min 58 s 99                                                  | Emanuele Merisi Italie 1 min 59 s 17                                                   |
| Brasse               | |                                                                                         |                                                                                        |
| 100 m                | Fred Deburghgraeve Belgique 1 min 00 s 65                                                                         | Jeremy Linn États-Unis 1 min 00 s 77                                                    | Mark Warnecke Allemagne 1 min 01 s 33                                                  |
| 200 m                | Norbert Rózsa Hongrie 2 min 12 s 57                                                                               | Karoly Guttler Hongrie 2 min 13 s 03                                                    | Andrey Korneyev Russie 2 min 13 s 17                                                   |
| 4 nages              | |                                                                                         |                                                                                        |
| 200 m                | Attila Czene Hongrie 1 min 59 s 91                                                                                | Jani Sievinen Finlande 2 min 00 s 13                                                    | Curtis Myden Canada 2 min 01 s 13                                                      |
| 400 m                | Tom Dolan États-Unis 4 min 14 s 90                                                                                | Eric Namesnik États-Unis 4 min 15 s 25                                                  | Curtis Myden Canada 4 min 16 s 28                                                      |
| Relais               | |                                                                                         |                                                                                        |
| 4 × 100 m nage libre | États-Unis Jon Olsen Josh Davis Brad Schumacher Gary Hall Jr. David Fox Scott Tucker 3 min 15 s 41                | Russie Roman Yegorov Alexander Popov Vladimir Predkin Vladimir Pyshnenko 3 min 17 s 06  | Allemagne Christian Tröger Bengt Zikarsky Björn Zikarsky Mark Pinger 3 min 17 s 20     |
| 4 × 200 m nage libre | États-Unis Josh Davis Joe Hudepohl Brad Schumacher Ryan Berube Jon Olsen 7 min 14 s 84                            | Suède Christer Wallin Anders Holmertz Lars Frölander Anders Lyrbring 7 min 17 s 56      | Allemagne Aimo Heilmann Christian Keller Christian Tröger Steffen Zesner 7 min 17 s 71 |
| 4 × 100 m 4 nages    | États-Unis Jeff Rouse Jeremy Linn Mark Henderson Gary Hall Jr. Kurt Grote John Hargis Tripp Schwenk 3 min 34 s 84 | Russie Vladimir Selkov Stanislav Lopukhov Denis Pankratov Alexander Popov 3 min 37 s 55 | Australie Steven Dewick Phil Rogers Scott Miller Michael Klim 3 min 39 s 56            |

### Femmes
| Épreuves             | Or                                                                                      | Argent                                                                                 | Bronze                                                                                       |
| Nage libre           |                                                                                         |                                                                                        |                                                                                              |
| 50 m                 | Amy Van Dyken États-Unis 24 s 87                                                        | Le Jingyi Chine 24 s 90                                                                | Sandra Völker Allemagne 25 s 14                                                              |
| 100 m                | Le Jingyi Chine 54 s 50                                                                 | Sandra Völker Allemagne 54 s 88                                                        | Angel Martino États-Unis 54 s 93                                                             |
| 200 m                | Claudia Poll Costa Rica 1 min 58 s 16                                                   | Franziska van Almsick Allemagne 1 min 58 s 57                                          | Dagmar Hase Allemagne 1 min 59 s 56                                                          |
| 400 m                | Michelle Smith Irlande 4 min 07 s 25                                                    | Dagmar Hase Allemagne 4 min 08 s 30                                                    | Kirsten Vlieghuis Pays-Bas 4 min 08 s 70                                                     |
| 800 m                | Brooke Bennett États-Unis 8 min 27 s 89                                                 | Dagmar Hase Allemagne 8 min 29 s 91                                                    | Kirsten Vlieghuis Pays-Bas 8 min 30 s 84                                                     |
| Papillon             |                                                                                         |                                                                                        |                                                                                              |
| 100 m                | Amy Van Dyken États-Unis 59 s 13                                                        | Liu Limin Chine 59 s 14                                                                | Angel Martino États-Unis 59 s 23                                                             |
| 200 m                | Susie O'Neill Australie 2 min 07 s 76                                                   | Petria Thomas Australie 2 min 09 s 82                                                  | Michelle Smith Irlande 2 min 09 s 91                                                         |
| Dos                  |                                                                                         |                                                                                        |                                                                                              |
| 100 m                | Beth Botsford États-Unis 1 min 01 s 19                                                  | Whitney Hedgepeth États-Unis 1 min 01 s 47                                             | Marianne Kriel Afrique du Sud 1 min 02 s 12                                                  |
| 200 m                | Krisztina Egerszegi Hongrie 2 min 07 s 83                                               | Whitney Hedgepeth États-Unis 2 min 11 s 98                                             | Cathleen Rund Allemagne 2 min 12 s 06                                                        |
| Brasse               |                                                                                         |                                                                                        |                                                                                              |
| 100 m                | Penelope Heyns Afrique du Sud 1 min 07 s 73                                             | Amanda Beard États-Unis 1 min 08 s 09                                                  | Samantha Riley Australie 1 min 09 s 18                                                       |
| 200 m                | Penelope Heyns Afrique du Sud 2 min 25 s 41                                             | Amanda Beard États-Unis 2 min 25 s 75                                                  | Agnes Kovacs Hongrie 2 min 26 s 57                                                           |
| 4 nages              |                                                                                         |                                                                                        |                                                                                              |
| 200 m                | Michelle Smith Irlande 2 min 13 s 93                                                    | Marianne Limpert Canada 2 min 14 s 35                                                  | Li Lin Chine 2 min 14 s 74                                                                   |
| 400 m                | Michelle Smith Irlande 4 min 39 s 18                                                    | Allison Wagner États-Unis 4 min 42 s 03                                                | Krisztina Egerszegi Hongrie 4 min 42 s 53                                                    |
| Relais               |                                                                                         |                                                                                        |                                                                                              |
| 4 × 100 m nage libre | États-Unis Angel Martino Amy Van Dyken Catherine Fox Jenny Thompson 3 min 39 s 29       | Chine Le Jingyi Chao Na Nian Yun Shan Ying 3 min 40 s 48                               | Allemagne Sandra Völker Simone Osygus Antje Buschschulte Franziska van Almsick 3 min 41 s 48 |
| 4 × 200 m nage libre | États-Unis Trina Jackson Cristina Teuscher Sheila Taormina Jenny Thompson 7 min 59 s 87 | Allemagne Franziska van Almsick Kerstin Kielgass Anke Scholz Dagmar Hase 8 min 01 s 55 | Australie Julia Greville Nicole Livingstone Emma Johnson Susie O'Neill 8 min 05 s 47         |
| 4 × 100 m 4 nages    | États-Unis Beth Botsford Amanda Beard Angel Martino Amy Van Dyken 4 min 02 s 88         | Australie Nicole Livingstone Samantha Riley Susie O'Neill Sarah Ryan 4 min 05 s 08     | Chine Chen Yan Han Xue Cai Huijue Shan Ying 4 min 07 s 34                                    |